# Виктор Уаняма
Виктор Мугуби Уаняма (на английски: Victor Mugubi Wanyama; роден 25 юни 1991 г.) е кенийски дефанзивен полузащитник, който играе за Дънфърмлин Атлетик и е капитан на националния отбор по футбол на Кения.
Уаняма започва професионалната си кариера през 2008 г. в тима на Беершот.
Между 2011 г. и 2016 г. играе за отборите на Селтик и Саутхамптън.
През 2016 г. се присъединява към състава на Тотнъм Хотспър и с него достига финалите на Шампионската лига през сезон 2018–19.

## Успехи
Селтик
- Шотландска премиър лига: 2011–12, 2012–13
- Купа на Шотландия: 2013

Тотнъм Хотспър
- Висша лига на Англия вицешампион: 2016–2017
- Шампионска лига на УЕФА финалист: 2018–19